# Dora Gabe
Dora Gabe (transliteración del búlgaro Дора Петрова Габе) (16 de agosto de 1888 - 16 de noviembre de 1983) fue una poeta búlgara.  Escribió poesía para niños y adultos, así como libros de viajes, relatos cortos y ensayos.

## Vida
Dora Gabe nació en la villa de Dabovik cerca de Dobrich, y era hija de Peter Gabe, un inmigrante ruso, publicista y figura pública. Dora estudió ciencias naturales en la Universidad de Sofía, filología francesa en Ginebra y se graduó en la universidad de Grenoble.  En 1907 se instaló en Dobrich como maestra de francés hasta su matrimonio con el profesor Boyan Penev en 1911. Entre sus obras más conocidas se encuentran Espera, sol, Ojos invisibles y El mundo es un secreto. A partir de 1917 Dora Gabe tradujo numerosos libros extranjeros al idioma búlgaro.
Desde 1911 hasta 1932 Dora residió con su marido en Polonia, Alemania, Suiza, Austria, Checoslovaquia, Francia y Gran Bretaña. Durante este período escribió ensayos y dio conferencias sobre literatura búlgara y la situación de la región de Dobrogea, perdida por Bulgaria tras la Primera Guerra Mundial. En 1925 el Ministerio de Educación de Bulgaria le encargó editar junto con S. Andreev una serie bibliográfica "Biblioteca para niños." Entre 1939 y 1941 también fue editoria de la revista infantil "Ventana."
Fue una de los fundadores del Comité Búlgaro-Polaco (1922, y un Pen Club búlgaro (1927) del que fue presidenta durante un largo período. Fue consejera de asuntos culturales en la embajada búlgara en Varsovia (1947-1950) y representante de Bulgaria en el Congreso Internacional de Pen Clubs.
En 1968 recibió el título de "Ciudadana de honor de la ciudad de Tolbuhin."

## Carrera literaria

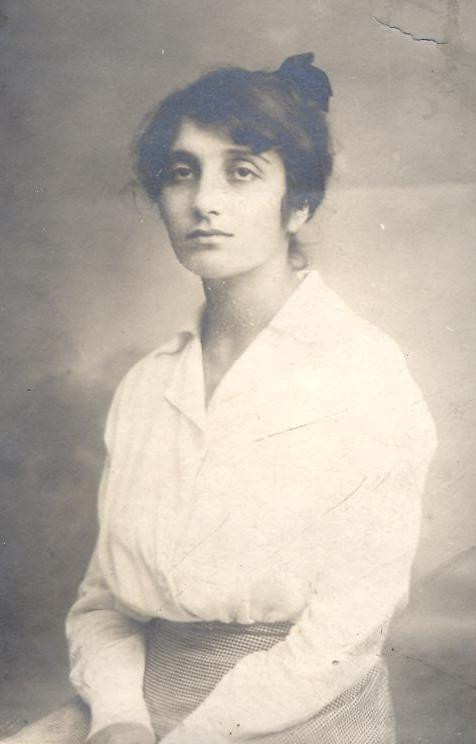
Fotografía de la joven Dora Gabe

En el año 1900 en Shumen, publicó uno de sus primeros poemas titulado "Primavera" en la revista literaria "Juventud". Poco después publicó una serie de poemas en las revistas "Pensamientos", "Reseña Democrática" y "Sociedad Nueva" entre 1905 y 1906. Este período marca el comienzo de su carrera literaria.
Desde 1920 publica poesía para adultos y niños, guías de viaje, historias, ficción ensayística, impresiones, reseñas de teatro, artículos sobre literatura búlgara y extranjera, anécdotas biográficas de poetas y escritores en revistas como "Pensamiento Contemporáneo", "Revista Polaco-Búlgara", "Reseña Democrática", "Hojas Caídas", "Arte y Crítica", "Slovo", "Edad", "Diario de Mujeres", "Libertad de Expresión", "Amanecer", "La Voz de las Mujeres", "Diario de Periódicos", "Fuegos Artificiales". Contribuyó a varias publicaciones infantiles como "Luciérnaga", "Alegría de Niños", "El Mundo de los Niños", "La Vida de los Niños", "Ruiseñor" "La Banda Feliz", "Ventana" y otras.
Después de la Segunda Guerra Mundial continuó publicando en periódicos y revistas de Bulgaria, al mismo tiempo que comienza publicaciones independientes como "Violetas", su primer libro de poesía lírica, donde muestra temas sentimentales y una profunda comprensión del simbolismo.
Sus obras han sido traducidas en varios países.

## Obra en inglés
- Dora Gabe (1978). Depths: conversations with the sea. Hounslow Press. ISBN 978-0-88882-035-8. Consultado el 21 de agosto de 2013.